# David Yates
David Yates (St. Helens, Merseyside, Nagy-Britannia, 1963. október 8. –) angol filmrendező és filmproducer. 
Elsősorban tévéfilmeket és -sorozatokat rendezett, ezért kicsit meglepő volt, hogy 2007-ben viszonylag „tapasztalatlan” rendezőként bízták meg a Harry Potter sorozat ötödik epizódja, a Harry Potter és a Főnix Rendje elkészítésével. Ugyanakkor az elvárásoknak sikerült tökéletesen megfelelnie, olyannyira, hogy a Harry Potter és a Félvér Herceg (2009), a Harry Potter és a Halál ereklyéi 1. (2010) és a Harry Potter és a Halál ereklyéi 2. (2011) című folytatásokat is ő rendezhette.
2016-ban a Harry Potter Legendás állatok és megfigyelésük című előzményfilmjét rendezte meg, majd annak két tovább folytatását is elkészítette.

## Filmográfia

### Film
| Év   | Magyar cím                              | Eredeti cím                                   | Feladatkör | Feladatkör | Feladatkör |
| Év   | Magyar cím                              | Eredeti cím                                   | Rendező    | Producer   |            |
| ---- | --------------------------------------- | --------------------------------------------- | ---------- | ---------- | ---------- |
| 1998 |                                         | The Tichborne Claimant                        | Igen       | Nem        |            |
| 2007 | Harry Potter és a Főnix Rendje          | Harry Potter and the Order of the Phoenix     | Igen       | Nem        |            |
| 2009 | Harry Potter és a Félvér Herceg         | Harry Potter and the Half-Blood Prince        | Igen       | Nem        |            |
| 2010 | Harry Potter és a Halál ereklyéi 1.     | Harry Potter and the Deathly Hallows – Part 1 | Igen       | Nem        |            |
| 2011 | Harry Potter és a Halál ereklyéi 2.     | Harry Potter and the Deathly Hallows – Part 2 | Igen       | Nem        |            |
| 2016 | Tarzan legendája                        | The Legend of Tarzan                          | Igen       | Vezető     |            |
| 2016 | Legendás állatok és megfigyelésük       | Fantastic Beasts and Where to Find Them       | Igen       | Nem        |            |
| 2018 | Legendás állatok: Grindelwald bűntettei | Fantastic Beasts: The Crimes of Grindelwald   | Igen       | Nem        |            |
| 2022 | Legendás állatok: Dumbledore titkai     | Fantastic Beasts: The Secrets of Dumbledore   | Igen       | Nem        |            |
| 2023 | A fájdalom ügynökei                     | Pain Hustlers                                 | Igen       | Igen       |            |

Rövidfilmek
| Év   | Cím                | Feladatkör | Feladatkör | Feladatkör |
| Év   | Cím                | Rendező    | Író        | Producer   |
| ---- | ------------------ | ---------- | ---------- | ---------- |
| 1988 | When I Was a Girl  | Igen       | Igen       | Igen       |
| 1991 | The Weaver's Wife  | Igen       | Igen       | Nem        |
| 1991 | Oranges and Lemons | Igen       | Nem        | Nem        |
| 1992 | Good Looks         | Igen       | Nem        | Nem        |
| 1996 | Punch              | Igen       | Nem        | Nem        |
| 2002 | Rank               | Igen       | Nem        | Nem        |

### Televízió
| Év      | Magyar cím             | Eredeti cím                 | Megjegyzések                      |
| ------- | ---------------------- | --------------------------- | --------------------------------- |
| 1994    |                        | Moving Pictures             | dokumentumsorozat (1 epizód)      |
| 1994–95 |                        | The Bill                    | 5 epizód                          |
| 1995    |                        | Tale of Three Seaside Towns | dokumentum-minisorozat (3 epizód) |
| 2000    | A hét legfőbb bűn      | The Sins                    | minisorozat (3 epizód)            |
| 2001    | Így élünk most         | The Way We Live Now         | minisorozat (4 epizód)            |
| 2003    | Államérdek             | State of Play               | minisorozat (6 epizód)            |
| 2003    |                        | The Young Visiters          | tévéfilm                          |
| 2004    |                        | Sex Traffic                 | minisorozat (2 epizód)            |
| 2005    | Kávé és szerelem       | The Girl in the Café        | tévéfilm                          |
| 2014    | Tyrant – A vér kötelez | Tyrant                      | - 1 epizód - vezető producer      |